# Saint-Ouen-l'Aumône
Saint-Ouen-l'Aumône är en kommun i departementet Val-d'Oise i regionen Île-de-France i norra Frankrike. Kommunen ligger i kantonen Saint-Ouen-l'Aumône som tillhör arrondissementet Pontoise. År 2022 hade Saint-Ouen-l'Aumône 25 614 invånare.

## Befolkningsutveckling
Antalet invånare i kommunen Saint-Ouen-l'Aumône
| Referens: INSEE |